# Leucothyreus viridiaeneus
Leucothyreus viridiaeneus är en skalbaggsart som beskrevs av Ohaus 1917. Leucothyreus viridiaeneus ingår i släktet Leucothyreus och familjen Rutelidae. Inga underarter finns listade i Catalogue of Life.